# Lindelburg
Lindelburg ist eine Gemarkung im Landkreis Nürnberger Land. Bis 1972 bestand eine gleichnamige Gemeinde, die in die Gemeinde Schwarzenbruck eingemeindet wurde.

## Geografie
Die Gemarkung liegt südlich von Schwarzenbruck und südwestlich von Burgthann. Sie hat eine Fläche von 6,810 km² und ist in 1401 Flurstücke aufgeteilt, die eine durchschnittliche Flurstücksfläche von 4861,16 m² haben. In ihr liegen neben dem namensgebenden Ort die Gemeindeteile Oberlindelburg, Pfeifferhütte (zum Teil) und Unterlindelburg sowie der 431 m ü. NHN hohe Lindelberg.

## Geschichte
Das ursprünglich „Lindelberg“ genannte Lindelburg wurde im Jahr 1295 zum ersten Mal urkundlich erwähnt; eine Burg gab es dort nie. 1367 lebten dort sieben Bauern, die kirchlich zu Wendelstein gehörten und erst in der Neuzeit dem näheren Oberferrieden zugeordnet wurden. Oberlindelburg zählte im Jahr 1732 acht, Unterlindelburg zehn Anwesen. Sie gehörten alle Nürnberger Grundherren.
Pfeifferhütte wurde 1959 von der Gemeinde Burgthann zur Gemeinde Lindelburg umgegliedert. 1961 hatte die Gemeinde 508 Einwohner, eine Fläche von 854,6 Hektar und die Gemeindeteile Oberlindelburg, Pfeifferhütte und Unterlindelburg.
Die Gemeinde Lindelburg wurde am 1. Januar 1972 in die Gemeinde Schwarzenbruck eingegliedert.

### Einwohnerentwicklung der Gemeinde Lindelburg
| Jahr          | 1840 | 1871 | 1900 | 1925 | 1939 | 1950 | 1961 | 1970 |
| Einwohnerzahl | 174  | 182  | 173  | 170  | 196  | 351  | 508  | 560  |